# Petekeyan
Petekeyan is een bestuurslaag in het regentschap Jepara van de provincie Midden-Java, Indonesië. Petekeyan telt 4964 inwoners (volkstelling 2010).